# Ismaïl Aissati
Ismaïl Aissati, född 16 augusti 1988 i Utrecht, är en nederländsk-marockansk fotbollsspelare som senast spelade för Adana Demirspor. Han har även spelat för det marockanska landslaget.

## Karriär
Ismaïl Aissati gjorde sin proffsdebut den 28 augusti 2005 för PSV Eindhoven, i en 3–0-vinstmatch mot Roda JC. Den 22 februari 2009 debuterade han för Ajax, i en match mot Volendam som slutade med en 2–1-vinst.
Den 7 januari 2021 värvades Aissati av Adana Demirspor, där han skrev på ett 1,5-årskontrakt. Den 8 mars 2021 kom Adana Demirspor överens med Aissati om att bryta kontraktet.